# Modenkopplung
Modenkopplung (englisch: mode locking) ist die Synchronisation der im Laser schwingenden Eigenzustände (Moden) zur Erzeugung von extrem kurzen Lichtpulsen bis in den Femtosekunden-Bereich. Der Begriff Modenkopplung bezieht sich darauf, dass bei einer möglichst großen Anzahl von Moden eine konstante Phasenbeziehung zueinander angestrebt wird. Die einzelnen Moden sind dann phasengekoppelt.

## Bandbreite und Modenanzahl
Die Bandbreite eines Lasers wird in erster Linie vom verwendeten Lasermedium bestimmt. So liegt die Verstärkungsbandbreite eines Helium-Neon-Lasers (Wellenlänge λ = 632,8 nm) bei ca. 0,002 nm. Es existieren aber auch extrem breitbandige Lasermedien wie z. B. der Titan-Saphir-Laser, der eine Bandbreite von ca. 400 nm aufweist (670–1070 nm).
In einem einfachen 2-Spiegel-Resonator ist der Abstand der Spiegel im Vergleich zur Wellenlänge meist sehr groß. Die Anzahl der möglichen Longitudinalmoden in diesem Resonator ist ebenfalls sehr groß und entspricht den Eigenfrequenzen des Resonators.
Die Frequenz zwischen zwei benachbarten Moden kann berechnet werden mit
{\displaystyle f={\tfrac {c}{2L}}}
mit
- der Lichtgeschwindigkeit {\displaystyle c}
- der Resonatorlänge {\displaystyle L}.

In einem Resonator von 1 Meter Länge beträgt diese Frequenz 0,15 GHz. Bei einem Helium-Neon-Laser (0,002 nm Bandbreite bei einer Zentralwellenlänge λ=632,8 nm entsprechen 1,5 GHz Bandbreite) würde dies bedeuten, dass 10 Moden gleichzeitig existieren könnten. Bei einem Titan-Saphir-Laser mit einer Bandbreite von umgerechnet ca. 128 THz wären ca. 850.000 Moden gleichzeitig möglich.

## Prinzip

In rot ist die Intensität von 75 Oszillatoren mit zufälligem Phasenbezug gezeigt. Die Oszillatoren haben die Mittenfrequenz Hz und die Bandbreite 1 Hz. In grün schwingen die gleichen Oszillatoren in Phase, ihre Amplitude ist mit 10 GHz moduliert.

Falls in einem Laser mehrere Moden anschwingen, haben diese ohne weitere Maßnahmen keine feste Phasenbeziehung. Es liegt ein kontinuierlicher Multi-Moden-Betrieb vor (engl. continuous wave, cw).
Durch Modulation der Lichtleistung im Resonator mit einer Frequenz {\displaystyle f={\tfrac {c}{2L}}}, die der Umlaufzeit des Lichts im Resonator der Länge {\displaystyle L} entspricht, bilden sich Seitenbänder aus, die den Resonatormoden entsprechen und zueinander in Phase schwingen (vgl. Amplitudenmodulation). Durch die Modulation werden entsprechend weitere Seitenbänder erzeugt, die sich phasenstarr über das gesamte Modenspektrum ausbreiten. Durch die konstruktive Interferenz der Einzelmoden bilden sich kurze Pulse mit dem Abstand {\displaystyle T={\tfrac {1}{f}}={\tfrac {2L}{c}}}.

## Modenanzahl, Kohärenz und Pulsdauer

Modengekoppelter Pulszug: mit steigender Modenanzahl werden die Pulse immer schmaler

Je mehr Eigenzustände (Moden) des Resonators kohärent zueinander im Resonator schwingen, desto kürzer werden im Prinzip die Laserpulse. Dabei müssen zwei Dinge gewährleistet werden:
1. Die einzelnen Moden müssen trotz ihrer unterschiedlichen Frequenz kohärent zueinander bleiben, d. h. die Dispersion des Resonators muss kompensiert werden. Jeder Puls ist ein Soliton.
2. Die normalerweise stabilere cw-Strahlung muss gegenüber den instabilen Pulsen unterdrückt werden (s. „Erzeugung“).

Für den zeitlichen Verlauf der Intensität eines modengekoppelten Pulszugs gilt:
{\displaystyle I(t)\propto {\frac {\sin ^{2}\left({\frac {N\,\omega t}{2}}\right)}{\sin ^{2}\left({\frac {\omega t}{2}}\right)}}}
mit
- der Repetitionsrate {\displaystyle \omega }
- der Anzahl {\displaystyle N} der Moden
- der Zeit {\displaystyle t}.

Die Maximalintensität dieser Funktion steigt quadratisch mit der Zahl der Moden. Im selben Maß nimmt die Breite der Peaks ab (s. Abbildung).
Die minimal erreichbare Pulsdauer hängt von der erreichbaren Bandbreite der Laserstrahlung und der Konstanz der Phasenbeziehung zwischen den einzelnen Moden ab (möglichst kleine Restdispersion / Chirp). Daher gilt für ultrakurze Laserpulse die Unschärferelation
{\displaystyle \Delta \nu \,\Delta t\geq K}
mit
- der Frequenzbandbreite {\displaystyle \Delta \nu } des Pulses
- der Pulsdauer {\displaystyle \Delta t}
- einer Zahl {\displaystyle K}, die von der Pulsform abhängt. Die Pulsform wird von einigen Faktoren bestimmt, z. B. der Bauform des Resonators. Wenn der Puls ein gaussförmiges Profil hat, ist z. B. {\displaystyle K={\tfrac {2\ln 2}{\pi }}\approx 0{,}441}.

In der Ungleichung gilt das Gleichheitszeichen, wenn kein Chirp (keine Verzögerungsdispersion oder Frequenzmodulation) mehr auf dem Puls ist. Der Puls heißt dann bandbreitenlimitiert.

## Erzeugung
Man unterscheidet:
- aktive Modenkopplung
  - durch akustooptische Modulatoren (AOM)
  - durch elektrooptische Modulatoren (EOM) wie die Pockels-Zelle
- passive Modenkopplung
  - durch den Kerr-Linsen-Effekt
  - durch sättigbare Absorber.

Die kürzesten Pulse lassen sich mit den passiven Verfahren erzielen. Der verbreitetste Ultrakurzpulslaser ist der Titan:Saphir-Laser, in dem die Modenkopplung mit Hilfe des Kerr-Linsen-Effekts hervorgerufen wird.
Die erzeugten Kurzzeitpulse sind Voraussetzung für den Bau eines Frequenzkamms.